# Borkener Aa
Die Borkener Aa (im Oberlauf Engelradingbach) ist ein 11 Kilometer langer Nebenfluss der Bocholter Aa im nordrhein-westfälischen Kreis Borken. Sie entspringt in Buschhausen, südlich von Heiden und durchquert Marbeck und das Borkener Stadtzentrum, wo sie von links in die Bocholter Aa mündet. 

## Geographie

### Verlauf

#### Engelradingbach
Der Engelradingbach (nach Haus Engelrading in Marbeck) entspringt im Kern der Bauerschaft Buschhausen südlich von Heiden. Von dort aus fließt er gen Westen und bildet für ein kurzes Stück die Stadtgrenze von Borken und Heiden. Im Süden von Marbeck unterquert er zunächst eine Bahntrasse und erreicht dann das Haus Engelrading, nach dem er benannt ist. Von hier fließt er Richtung Norden quer durch das Marbecker Siedlungsgebiet. Mitten in Marbeck mündet der Bruchbach in den Engelradingbach. Im weiteren Verlaufen fließen auch der Dorfbach und der Wichersbach in den Engelradingbach, ab dessen Mündung selbiger als Borkener Aa bezeichnet wird.

#### Borkener Aa
Im Süden des Borkener Stadtgebietes fließt die Borkener Aa vorbei am Sportzentrum Im Trier. Über einen Kilometer verläuft die Borkener Aa parallel zum Döringbach durch den Borkener Stadtpark. Nach der Vereinigung mit dem Döringbach bildet die Borkener Aa den nordöstlichen Rahmen des historischen Borkener Stadtkerns und fließt direkt am Rathaus der Stadt vorbei. Im Norden des Stadtgebietes mündet die Borkener Aa dann in die Bocholter Aa.

### Zuflüsse
(Von der Quelle bis zur Mündung. Länge in Kilometer (km) und Größe des Einzugsgebiets in Quadratkilometer (km²) nach dem  Topographischen Informationsmanagement, Bezirksregierung Köln, Abteilung GEObasis NRW. Mittlerer Abfluss (MQ) in  Liter pro Sekunde (l/s) nach dem Fachinformationssystem ELWAS des Ministeriums für Umwelt, Naturschutz und Verkehr NRW.)
- Bruchbach (rechts), 4,6 km, 11,60 km², 130 l/s
- Dorfbach (rechts), 3,0 km, 3,94 km², 40 l/s
- Wichersbach (rechts), 4,9 km, 15,05 km², 170 l/s
- Döringbach (links) 8,5 km, 26,52 km², 300 l/s
- Grenzgraben (rechts),	2,7 km, 2,65 km², 30 l/s